# Біг Джо Вільямс
Джозеф Лі «Біг Джо» Вільямс (англ. Joseph Lee "Big Joe" Williams; 16 жовтня 1903, Кроуфорд, Міссісіпі — 17 грудня 1982, Макон, Міссісіпі) — американський блюзовий співак, гітарист і автор пісень, представник дельта-блюзу. Автор відомих пісень «Baby Please Don't Go», «Crawlin' King Snake» та «Peach Orchard Mama».

## Ранні роки
Джо Вільямс народився 1903 (за деякими джерелами 1899 року) в родині Джона та Кори Лі Вільямса, одним з шістнадцятьох дітей. З боку батька частково мав індіанське коріння, музичні нахили успадкував з родини матері: його дід Берт Логан, його дядьки Берт і Расс, та кузен Джессі, усі співали блюз.
Першим інструментом Джо була саморобна гітара, але він також експериментував з флейтою та акордеоном і вже підлітком був досить вправним музикантом. Коли 1918 року замість батька у Джо з'явився вітчим, через ворожі стосунки хлопець змушений був піти з дому. Впродовж 10 років життя Вільямса було постійним рухом між таборами лісорубів, скипидарними фермами, тавернами та барами дельти Міссісіпі, де він заробляв на життя своїми виступами. Під час цих мандрів він познайомився з багатьма блюзменами Дельти: Чарлі Паттоном, Томмі Маккленнаном, інколи його супроводжували молодші виконавці Ханібой Едвардс та Мадді Вотерс. 1929—1930 року він грав у складі Birmingham Jug Band у пересувному шоу Rabbit Foot Minstrels і був записаний у складі гурту для OKeh Records 11 грудня 1930 в Атланті. Близько 1930 року він одружився і оселився в Сент-Луїсі, штат Міссурі, де мав кузена, Дж.Д. Шорта, але час від часу вирушав у довгі подорожі країною, сільська аудиторія підтримала його в часи Великої депресії, коли він виступав під іменем Po' Joe (англ. Poor Joe, букв. Жебрак Джо, Бідний Джо).

## Перші записи. Співпраця з Bluebird
Він познайомився з продюсером і шукачем блюзових талантів Лестером Мелроузом і долучився до блюзових виконавців, продюсованих останнім. Перший з його сольних записів стався 25 лютого 1935 року, він акомпанував разом з гітаристом Генрі Таунсендом піаністу Волтеру Девісу для Bluebird Records в Чикаго, залишився після сесії і записав 6 власних треків. Сингли цих записів вийшли того ж року, вказане ім'я виконавця — Джо Вільямс. Миттєво поміченою слухачами своєрідністю Вільямса була його унікальна дев'ятиструнна гітара — шестиструнна гітара з подвоєними першою, другою та четвертою струнами. Наслідком такої конфігурації було незвичне та характерне звучання.
Під час другого запису, 31 жовтня 1935 року, серед інших була записана відома пісня «Baby, Please Don't Go», яку він виконуватиме до останнього дня кар'єри. Авторське право на неї він отримав лише 1943 року. Пісня згодом мала чимало каверів і видатних виконавців, але саме цей запис 1992 року увійшов до Зали слави блюзу в категорії «Класика блюзових записів».. «Baby, Please Don't Go» 1995 року названо серед «500 пісень, що сформували рок-н-рол» (англ. 500 Songs that Shaped Rock and Roll)
Подальша співпраця Джо Вільямса з Bluebird тривала близько десяти років. У травні 1937 року він вперше записався разом з виконавцем на губній гармоніці Джоном Лі «Сонні Боєм» Вільямсоном, дует виявився вдалим і вони записали ще низку спільних синглів для Bluebird та Columbia Records впродовж 1938—1947 років. З 1945 року Джо активно записувався для таких лейблів як Columbia, Trumpet, Vee-Jay та ін.

## Роки відродження блюзу
Ще 1953 року в Сент-Луїсі він познайомився з продюсером-початківцем, засновником незалежного лейбла Delmar Бобом Кестером. За три сесії в січні-лютому 1958 року Джо Вільямс записав пісні, що побачили світ у його першому повному альбомі Piney Woods Blues (1958), включеному 2008 року до Зали слави блюзу. Добрі стосунки з Кестером збереглися на роки, під час своїх подорожей Біг Джо тривалий час жив у підвалі чиказького магазину Кестера Jazz Record Mart. Він одним з перших блюзменів взяв участь у відродженні блюзу на початку 1960-х років. Його сусідом по кімнаті випадково опинився молодий виконавець на губній гармоніці Чарлі Масселвайт. Біг Джо отримав запрошення виступати у чиказькому барі Big John's і зробив Масселвайта партнером по виступах. У барі Blind Pig Джо Вільямс познайомився і потоваришував з молодим білим гітаристом Майклом Блумфілдом. Він багато розповів Блумфілду про попередні десятиріччя блюзу і забутих виконавців, з якими довелося зустрітися. Деяких з них (Томмі Маккленнана, Кокомо Арнольда, Джаза Гіллума) Джо допоміг розшукати, він також подорожував з Блумфілдом та Масселвайтом до Індіани, аби познайомити їх з Дж. Б. Ленором і своїм старим другом Лайтніном Гопкінсом. Згодом все це, а також свою трагікомічну подорож з Біг Джо до Сент-Луїса Блумфілд описав у своїй оповіді «Me and Big Joe» (1980).
У цій людині була велика гордість, велика сила в цій людині. І була поезія. Він був поетом доріг, і словами своїх пісень він міг вам заспівати своє життя. І почути, як він розмовляє про Роберта Джонсона чи Сана Хауса чи Чарлі Паттона, почути життя, очищене від п'ятдесяти років піших мандрів та їзди по рейках та гри суглобів — чути про дамби та робочі бригади та наметові шоу; про «мадам» і шлюх, сутенерів та пройдисвітів, азартних гравців, бутлегерів та підсобних робітників; проповідників та акторів пересувного театру, — це було щось. Тому що знати цю людину було знати історію чорної Америки, а можливо знати історію чорної Америки це знати саму Америку.
Оригінальний текст (англ.)
[There was a great pride in this man, a great strength in this man. And there was poetry. He was a poet of the highways, and in the words of his songs he could sing to you his life. And to hear him talk about Robert Johnson or Son House or Charlie Patton, to hear life distilled from fifty years of thumbing rides and riding rails and playing joints — to hear of levees and work gangs and tent shows; of madames and whores, pimps and rounders, gamblers, bootleggers, and roustabouts; of circuit-preachers and medicine-show men — well, it was something. Because to know this man was to know the story of black America, and maybe to know the story of black America is to know America itself.] Помилка: [undefined] Помилка: {{Lang}}: немає тексту (допомога): текст вже має курсивний шрифт (допомога)— Майкл Блумфілд
У 1960-х роках Біг Джо багато і з успіхом виступав на джазових, блюзових та фолк-фестивалях, як Джазовий фестиваль у Лос-Анджелесі (1959), Ньюпортський джазовий фестиваль (1962—1964, 1966, 1967), Енн-арборський блюзовий фестиваль (1969), Джазовий фестиваль у Монтереї (1964, 1972). Разом з Ті-Боуном Вокером, Мадді Вотерсом, Хауліном Вулфом, Джоном Лі Гукером, Мемфісом Слімом, «Сонні Боєм Вільямсоном II» та Віллі Діксоном він брав участь у American Folk Blues Festival (1962, 1963, 1968, 1972), який щорічно гастролював Європою починаючи з 1962 року і сприяв популяризації блюзу. Окрім Європи, Біг Джо здійснив гастрольні поїздки до Канади, Японії й Мексики.
1992 року Біг Джо увійшов до Зали слави блюзу, як видатний виконавець.

## Смерть
Останні роки життя Біг Джо Вільямс жив у трейлері в містечку Кроуфорд, Міссісіпі. Він помер 17 грудня 1982 року в Маконі, Міссісіпі.
Біг Джо поховано на приватному цвинтарі поблизу Кроуфорда, тривалий час могила не мала надгробку. Останній було споруджено 1994 року зусиллями друзів та надходженнями від спеціально влаштованого у нічному клубі в Остіні концерту. Епітафія проголошує його «королем дев'ятиструнної гитари» та володарем найдовшої серед блюзменів Міссісіпі кар'єри, що охопила сім десятиріч з 1929 по 1982 роки.

## Дискографія

### Студійні альбоми
- 1958 Piney Woods Blues (Delmar, DL-602)
- 1960 Tough Times (Arhoolie F 1002)
- 1961 Blues on Highway 49 (Delmark DL-604)
- 1961 Nine String Guitar Blues (Delmark DL-627)
- 1962 Mississippi's Big Joe Williams and His Nine-String Guitar (Folkways FS 3820)
- 1963 Blues for 9 Strings (Bluesville BVLP 1056)
- 1964 Back to the Country (Testament T 2205)
- 1964 Portraits in Blues Vol. 7 (Storyville SLP 163)
- 1964 Classic Delta Blues (CBS 63813)
- 1966 Studio Blues (Bluesville BVLP 1083)
- 1966 Big Joe Williams (XTRA 1033)
- 1969 Thinking of What They Did to Me (Arhoolie 1053)
- 1969 Hand Me Down My Old Walking Stick (Liberty LBL/LBS 83207)
- 1972 Big Joe Williams (Storyville SLP 224)
- 1972 Blues from the Mississippi Delta (Blues On Blues BOB 10003)
- 1974 Don't Your Plums Look Mellow Hanging on Your Tree (Bluesway BLS 6080)

### Альбоми, записані наживо
- 1963 At Folk City (Bluesville BV 1067)
- 1988 Big Joe Williams Live 1974 (Wolf 120.918)

### Альбоми, створені у співпраці
- 1960 Down South Summit Meetin'  (World Pacific WPL 296) з Брауні Макгі, Лайтніном Гопкінсом та Сонні Террі
- 1964 Three Kings And The Queen (Spivey 1004) з Вікторією Спайві, Лонні Джонсоном, Рузвельтом Сайксом, Бобом Діланом
- 1965 Stavin' Chain Blues (Delmark DL-609) з Дж.Д. Шортом
- 1967 Hell Bound & Heaven Sent (Folkways FT 1004) з Джоном Веслі «Шортстаффом» Маконом
- 1970 Kings And The Queen Vol. 2 (Spivey 1014) з Вікторією Спайві, Мемфісом Слімом, Лонні Джонсоном, Рузвельтом Сайксом

### Посмертні альбоми
- 1993 Shake Your Boogie (Arhoolie CD-315)
- 1999 Going Back to Crawford (Arhoolie CD 9015)